# Afroneta blesti
Afroneta blesti é uma espécie de aranhas da família Linyphiidae encontradas na Etiópia. Foi descrita pela primeira vez em 1996.